# 饒舌天神
〈饒舌天神〉（英語："Rap God"）是美國饒舌歌手阿姆的歌曲。這首歌於2013年10月14日在YouTube首播，並於2013年10月15日在美國發行，為阿姆第八張錄音室專輯《超級大痞子二部曲》的第三首單曲。內容論及阿姆職涯先前的爭議，以及其他饒舌歌手的行為。這首歌獲得評論界的普遍好評，他們稱讚阿姆的敘事能力和饒舌速度，但亦有人指責其歌詞恐同。
這首歌憑藉1560個單字拿下《金氏世界紀錄》史上詞彙量最多的歌曲。歌曲於2015年獲得葛萊美獎最佳饒舌表演提名。

## 詞曲
〈饒舌天神〉以G小調創作，時長6分4秒，速度為每分鐘72拍。阿姆在歌曲中引用了《超級大痞子》收錄曲〈I'm Back〉提到的科倫拜校園事件：「科倫拜的7個孩子；讓他們站成一列，拿上AK -47、左轮還有9毫米手槍」。這段歌詞原先於2000年釋出時蒙受審查，但在此曲再次被提出。他亦提到美國總統柯林頓和萊文斯基的醜聞事件、神奇小子與Ray J及Heavy D之間的衝突、趴街、《陰屍路》、J. J. Fad1988年的歌曲〈Supersonic〉、圖帕克·夏庫爾、Run-DMC、帕羅赫·蒙奇、Rakim、N.W.A、Eazy-E、Dr. Dre、DJ耶萊、冰塊酷巴、MC Ren、巴斯达韵、拉基姆·沙巴茲，以及Hotstylz2008年歌曲〈Lookin Boy〉。
在4分26秒開始的主歌中，阿姆在15秒內唱出97個單詞，平均每秒就說出6.5個單詞，他將此形容為「超音速」：
Uh, summa lumma dooma lumma you assuming I'm a human 

What I gotta do to get it through to you I'm superhuman

Innovative and I'm made of rubber 

So that anything you say is ricocheting off of me and it'll glue to you and 

I'm devastating, more than ever demonstrating 

How to give a motherfuckin' audience a feeling like it's levitating 

Never fading, and I know the haters are forever waiting 

For the day that they can say I fell off, they'll be celebrating 

'Cause I know the way to get 'em motivated 

I make elevating music, you make elevator music……——阿姆，〈饒舌天神〉
這首歌主要由藝名為Develop或DVLP的美國嘻哈製作人比格拉姆·扎亞斯製作，他曾為許多饒舌歌手製作歌曲，例如外交官、里克·罗斯和小韋恩；聯合製作人為馬修·「骯髒」·德爾喬諾。而麥克·斯特蘭奇和他兄弟喬與阿姆一同著手唱片的混音和工程。喬·斯特蘭奇還額外貢獻了歌曲的鍵盤和編程。錄音聚會於美國密歇根州的肖像工作室舉行。2013年10月14日，DVLP在Twitter上表示，這首歌的節拍早在兩年前的2011年11月就已製作完成，並於2012年由阿姆錄製。阿姆在這首6分3秒的歌內總計念出1560個單字，故被2015年的《金氏世界紀錄大全》收錄其中，被表彰為「詞彙量最多的熱門歌曲」。

## 音樂錄影帶
2013年11月21日，阿姆在Twitter上發布了由李奇·李導演的音樂錄影帶預告，並宣布完整版將於2013年11月27日上映。2013年11月27日，錄影帶如期於北美东部时区下午12點在Vevo上發布。阿姆在音樂錄影帶中模仿了雙面麥斯。其中亦提及電影《駭客任務》、《陰屍路》、《養鬼吃人》，以及電子遊戲《乓》、《傳送門》和《超级马力欧兄弟》。該錄影帶在2014年MTV音乐录影带大奖中獲得了「最佳藝術指導」、「最佳剪輯」、「最佳視覺效果」三項提名。截至2021年7月，該錄影帶的觀看次數已達到12億次，為他第三支突破十億里程碑的錄影帶。錄影帶也獲得超過1648萬個喜歡，使其成為YouTube上第27多按讚數的影片。

## 迴響

### 專業評價
〈饒舌天神〉接獲樂評人的普遍好評。評論家讚揚這首歌的述事內容及阿姆的饒舌速度。《時代》的佩·里哈斯（Per Lijas）對這首歌及同專輯的主打曲〈大鬧一場〉給予正面評價，稱：「世界可以期待一張不朽的唱片」。《紐約每日新聞》的吉姆·法伯（Jim Farber）將這首歌與《超級大痞子》進行比較，稱此曲「重振了那個時代的超級病態幽默，看到阿姆對近期的作品做出內化和省思後，讓人鬆了一口氣」。《滾石》的科里·格羅（Kory Grow）也對歌曲給予正面評價，稱讚他沒有將副歌部分交給「蕾哈娜或新皇家樂隊的莉茲·羅德里格斯（Liz Rodrigues）這樣的節奏藍調歌手」，而是直截了當地詮釋自己像饒舌之神的感覺。聯繫音樂的尼克·希爾（Nick Hill）讚許這首歌的押韻和敘事內容，稱「他的主歌讓人想起嘻哈歷史……實際上也是他的歷史」。並驚呼道，從4分20秒開始的主歌最能展現阿姆的饒舌才華。
相反，《前音後果》指出，儘管歌曲的流暢性令人印象深刻，但抒情語句「成為過時參照的受害者 […] 並使用其他饒舌歌手綽號來完成押韻。」他們還指其節奏枯燥乏味，且在整體上缺乏〈大鬧一場〉的商業吸引力。
《複雜》雜誌在2013年50首最佳歌曲中將此曲排在第14名，並評論說：「〈饒舌天神〉是『天哪，這傢伙饒舌得比地球上任何人都厲害』分類中的另一篇條目。十多年來，阿姆一直在這本書中添加章節，所以常容易雙臂交叉的靠坐在椅子上，顯得不為所動。」雜誌還將阿姆第三節主歌起名為2013年第三好的饒舌歌曲，他們說：「在看似永無止境的文字瀑布中，阿姆談到了他能、應該或願意說的任何事情：他的地下出身、他歌詞受到的批評、他的話對人們的正面影響，以及流行文化的參考。這一切都是以無可挑剔的技術完成的 […] 換句話說，這首歌準確地抓住他成為饒舌天神的原因。」《滾石》將這首歌列為2013年100首最佳歌曲第15名，他們詳細描述：「阿姆為他不朽的嘻哈天賦做出6分鐘的爭辯，且讓人心服口服。 […] 純粹的文字調換、神乎其技的音節串聯，誰也無法企及。」

### 商業成績
這首歌在發行後於英國單曲排行榜上排名第五，並空降英國R&B榜，取代原先第一名的〈大鬧一場〉。在美國，它在《告示牌》百大單曲榜上名列第七，在熱門R&B/嘻哈歌曲榜上排名第二。從R&B榜落榜後，它在饒舌歌曲榜上名列榜首。同時也在數位歌曲榜上以270,000次的下載量空降冠軍。〈饒舌天神〉是阿姆在百大單曲榜中第七支前十單曲，使他超越小韋恩（第6名）成為排行榜自創辦後55年來紀錄最高的男性。自發行以來，這首歌已獲得美國唱片業協會4倍白金認證。截至2017年9月，歌曲已在美國本土售出1,896,000份。

### 爭議
〈饒舌天神〉的歌詞被批評恐同，因其諸如「你們這幫基佬都認為這只是場遊戲」以及「搞基小男孩／所以基佬我幾乎不能正色的說出來」等歌詞毫不諱言的出現。在《滾石》的採訪中，阿姆為他使用「基佬」和「將『男同性戀的樣子』作為侮辱」辯護說，他「從未真正將這些詞語視作真正『同性戀』的意思」。
2015年1月，TMZ報導稱，芝加哥嘻哈三人組Hotstylz以800萬美元起訴阿姆及痞子唱片，指控他們在未經許可的情況下挪用他們歌曲〈Lookin Boy〉中間25秒的曲目樣本。2016年2月，HotStylz的雷蒙·瓊斯（Raymond Jones）與阿姆之間的訴訟在雙方達成協議下被法官駁回。
2015年9月，美國加利福尼亚州佛雷斯諾市的一名15歲男孩因在Instagram上分享與科倫拜校園事件相關的字句而被捕，警方原先認為他改編的歌曲是〈饒舌天神〉，但後來才發覺到詞句更接近於〈I'm Back〉。

## 獲獎與提名
| 年份 | 典禮              | 獎項                                     | 結果 |
| ---- | ----------------- | ---------------------------------------- | ---- |
| 2014 | 底特律音樂獎      | 全國優秀單曲                             | 提名 |
| 2014 | 底特律音樂獎      | 優秀錄影帶／較大預算（超過 10,000 美元） | 提名 |
| 2014 | 世界音樂獎        | 世界最佳歌曲                             | 提名 |
| 2014 | MTV音樂錄影帶大獎 | 最佳藝術指導                             | 提名 |
| 2014 | MTV音樂錄影帶大獎 | 最佳剪輯                                 | 獲獎 |
| 2014 | MTV音樂錄影帶大獎 | 最佳視覺效果                             | 提名 |
| 2015 | 葛萊美獎（57屆）  | 最佳饒舌表演                             | 提名 |
| 2015 | 吉尼斯世界纪录    | 最多詞彙量的熱門歌曲                     | 獲獎 |

## 曲目清單
| 數位下載 | 數位下載         | 數位下載 | 數位下載                    |
| 曲序     | 曲目             | 词曲 | 製作人                      |
| -------- | ---------------- | --- | --------------------------- |
| 1.       | 饒舌天神 Rap God | 馬紹爾·馬瑟斯 比格拉姆·扎亞斯 （ 英语 ： DVLP） 馬修·「骯髒」·德爾喬諾 斯蒂芬·哈克 道格拉斯·戴維斯 （ 英语 ： Doug E. Fresh） 理查·沃爾特斯 （ 英语 ： Slick Rick） 達尼亞·伯克斯 胡安娜·伯恩斯 胡安妮塔·李 法蒂瑪·沙希德 金·納澤爾  | DVLP （ 英语 ： DVLP） 骯髒 [a] |

釋
- ^[a] 表示聯合製作人

## 榜單與認證
| 榜單（2013年）                          | 峰值 |
| --------------------------------------- | ---- |
| 澳大利亚（澳大利亚唱片业协会單曲榜）    | 15   |
| 奥地利（Ö3四十强单曲榜）                | 45   |
| 比利时佛兰德（Ultratip榜外單曲榜）      | 65   |
| 比利时佛兰德（Ultratop城市榜）          | 14   |
| 加拿大（Canadian Hot 100）              | 5    |
| 丹麥（Hitlisten单曲榜）                 | 30   |
| 法国（法國唱片出版業公會單曲榜）        | 23   |
| 德国（德國官方單曲榜）                  | 33   |
| 愛爾蘭（愛爾蘭唱片音樂協會单曲榜）      | 16   |
| 意大利（意大利音乐产业联盟单曲榜）      | 39   |
| 荷兰（百强单曲榜）                      | 53   |
| 新西兰（新西兰唱片音乐协会单曲榜）      | 4    |
| 蘇格蘭（官方榜单公司單曲榜）            | 5    |
| 瑞典（瑞典最熱榜）                      | 46   |
| 瑞士（瑞士热门音乐榜）                  | 31   |
| 英國（官方榜单公司單曲榜）              | 5    |
| 英國（官方榜单公司節奏藍調榜）          | 1    |
| 美国（《告示牌》百大單曲榜）            | 7    |
| 美國（《告示牌》Hot R&B/Hip-Hop Songs） | 2    |

| 榜單（2013年）                         | 峰值 |
| -------------------------------------- | ---- |
| 美國（《告示牌》熱門藍調/嘻哈歌曲榜）  | 65   |
| 榜單（2014年）                         | 峰值 |
| 美國（ 《告示牌》熱門藍調/嘻哈歌曲榜） | 34   |

| 地區                                   | 认证    | 认证单位/销量 |
| -------------------------------------- | ------- | ------------- |
| 澳大利亚（澳大利亚唱片业协会）         | 白金    | 70,000^       |
| 加拿大（加拿大音乐协会）               | 白金    | 80,000^       |
| 丹麦（國際唱片業協會丹麥分會）         | 白金    | 90,000‡       |
| 德国（聯邦音樂產業協會）               | 金      | 150,000‡      |
| 意大利（意大利音乐产业联盟）           | 白金    | 50,000‡       |
| 英国（英国唱片业协会）                 | 白金    | 600,000‡      |
| 美国（美國唱片業協會）                 | 4× 白金 | 4,000,000     |
| ^僅含認證的出貨量 ‡僅含認證的+實際銷量 |         |               |

## 發行歷史
| 地區 | 日期           | 格式     | 唱片公司                       |
| ---- | -------------- | -------- | ------------------------------ |
| 美國 | 2013年10月15日 | 數位下載 | 痞子唱片、結果娛樂、新視鏡唱片 |

## 備註
1. ↑  Seven kids from Columbine; Put 'em all in a line, add an AK-47, a revolver, and a nine.
2. ↑  大意：啊，summa lumma dooma lumma，你優越什麼，我只是個人類
為了熬過去我要做的就是告訴你，我是個超人
我乃革命性，而且我是橡皮擦做的
所以你說的一切都從我這兒反彈回去，黏在你身上
我比以往呈現的一切都具有毀滅性
要怎樣給媽蛋的聽眾那種飄飄欲仙的感覺
那就是永不衰落，我也知道酸民們永遠都在等候
等候他們能說我已經沒用的那一天，他們就能大肆慶祝
因為我知道讓他們有如此動機的方法
我做的是引人向上的音樂，而你做的只是電梯音樂
3. ↑  You fags think it's all a game
4. ↑  Little gay-looking boy / So gay I can barely say it with a straight face-looking boy.
5. ↑  faggot